# División Intermedia (Callao) 1937
La División Intermedia del Callao, fue sexta edición del campeonato de 1937. La División Intermedia fue la segunda categoría del fútbol del Callao, debajo de la Primera División Provincial del Callao. 

## Historia
En la temporada 1937, se brindó un único ascenso al mejor equipo del campeonato, para la Primera División Provincial del Callao. En la presente edición se contó con la participación de los equipos ascendidos: el Unión Vigil, el Sporting Bellavista y Atlético Roma.
Al finalizar el torneo, el club Sportivo Palermo, logra su ascenso a la división superior del Callao. Seguidamente, KDT Nacional, consigue el segundo puesto del campeonato.

## Equipos participantes
- Sportivo Palermo - Campeón y asciende a la Primera del Callao 1938
- KDT Nacional - subcampeón
- Sporting Bellavista
- Boca Juniors Callao
- Atlético Roma
- Unión Vigil
- Atlético América
- Scuola Deportiva Italia
- Deportivo Corsario
- Unión Zorrilla
- Marcelo Pastor
- Atlético Oriental - desciende

## Nota
- En 1936, se reestablece el torneo de la Segunda División Provincial del Callao.
- Del 1935 a 1940, la Tercera División Provincial del Callao se mantuvo sin operar.

## Enlaces
- Datos: Q122901850